# براين مكديرموت
براين مكديرموت (بالإنجليزية: Brian McDermott)‏ (8 أبريل 1961 سلاو المملكة المتحدة - ) هو لاعب كرة قدم بريطاني، يلعب كلاعب وسط.

## وصلات خارجية
براين مكديرموت على موقع قاعدة بيانات كرة القدم.إي يو (الإنجليزية)
- براين مكديرموت على موقع Soccerbase.com (مدرب) (الإنجليزية)